# Kendeffy Elek
Malomvizi gróf Kendeffy Elek (1740 körül – Nagyszeben, 1783. június 24.) főnemes, főkormányszéki tanácsos.

## Élete
Kendeffy Gábor és Bánfi Zsuzsanna fiaként született. 1757-ben a kolozsvári református kollégiumban bölcselethallgató volt. Azután külföldre utazott, nevezetesen Svájcba és Franciaországba, ahol az egyetemeket látogatta és Európa művelt nemzeteinek nyelvét megtanulta. Hazájába visszatérvén, Mária Terézia őt 1764-ben grófi rangra emelte, 1774. július 5-én pedig főkormányszéki tanácsos lett.
Gr. Lázár Annát vette feleségül, aki 1764-ben, 18 éves korában gyermekszülésben elhalálozott; később gr. Bethlen Krisztina lett a felesége.
Meghalt 1783. június 24-én Nagyszebenben 43 éves korában.

## Munkái
1. Anagrammata cum eteostichis, die dni Joannis comitis Lázár, 1. b. de Gyalakuta. Anno et die QVo bIbO qVInqVe sCythis Lázár, septeMqVe Ioannes, LaetItIIs: serVet qVo VoVeoqVe DeVs. Claudiopoli, 1757.
2. Naturalista expositus, seu, natura, error, fons, occasio, hypotheses, et refutatio naturalismi thesibus theologicis breviter exposita. Uo. 1759.
3. Dissertatio juridica de tutoribus, quam... publico examini submittit. Uo. 1759.

Magyar versei vannak a Bogdányi Sajgó Erzsébet asszony... Batzoni Intze Máté özvegye halálára kiadott: Kegyelemnek örök dicsőségére készített edénye... Kolozsvár, 1757. c. és Viski Sára, Csepregi Ferenc hites párja halálára: Örökké tartó szombat... Kolozsvár, 1757. c. gyászbeszédek gyűjteményeiben. Latin verse van a Lázár Imre gróf felett mondott halotti beszédek. Szeben, 1761. c. munkában.